# Ирина Хазарска
Цицак или Ирина (турски: Çiçek; грчки: Ειρήνη) је била хазарска принцеза и византијска царица (741-750), као супруга Константина V. 

## Биографија
Византијско царство је 732. године нападнуто од стране Омајадског калифата. Тражећи савезнике, Лав III Исавријанац је послао изасланике хазарском кану Бихару. Савез је учвршћен браком Бихарове ћерке Цицак и Константина V, Лавовог сина и савладара. Цицак је послата у Цариград. Константин је тада имао четрнаест година, а Цицак вероватно и мање. У Цариграду Цицак се крстила и понела ново име: Ирина. Њена венчаница била је веома луксузна и покренула је нову моду у Цариграду. Хаљина је постала позната као "цицакија". Теофан Исповедник пише да је Цицак научила да чита и да је често читала религијске текстове. Описује је као побожну и сасвим супротну мужу и свекру. Разлог за непријатељски тон хроничара је чињеница да су Лав и Константин били иконокласти, док је Теофан био иконодул.
Неизвесно је да ли је Иринина свекрва Марија и даље била царица-мајка у време брака Константина и Ирине. Лав је умро 18. јуна 741. године. Константин га је наследио на византијском престолу, те је Ирина постала царица. Одмах по Константиновом доласку на власт избила је побуна Артавазда, супруга Константинове сестре Ане. Иринина улога у грађанском рату није позната. Ирина је 25. јануара 750. године родила сина Лава. Он ће касније наследити оца на престолу као Лав IV "Хазар". Лавово рођење последњи је помен Ирине у историјским изворима. Константин је већ следеће године био ожењен Маријом. Стога је могуће да је Ирина умрла на порођају. 
Реч "цицак" вероватно је хеленизована верзија турске речи "çiçek" што значи "цвет". 